# سلطان (فیلم ۱۳۷۵)
سلطان فیلمی به کارگردانی و نویسندگی مسعود کیمیایی با بازی فریبرز عرب‌نیا و هدیه تهرانی است که در سال ۱۳۷۵ منتشر شد. این فیلم نخستین کار سینمایی هدیه تهرانی است.

## خلاصه داستان
کیف مریم را که حاوی اسناد و مدارک مربوط به ۵۰۰ متر از یک باغ که به مریم تعلق دارد، جیب بری بنام ناصر بلبل که هم خانه سلطان است در فرودگاه از او می‌دزدد. مریم سلطان را پیدا می‌کند و عشقی بین آنها به وجود می‌آید.

## نقش‌ها
- فریبرز عرب‌نیا در نقش سلطان
- هدیه تهرانی در نقش مریم
- حسن جوهرچی
- پولاد کیمیایی در نقش عادل
- مهدی خیامی
- کیانوش گرامی
- ژاله علو
- پروین سلیمانی
- رضا کیانیان در نقش کاوه
- داوود امجد در نقش ناصر بلبل